# Hyperusia transvaalensis
Hyperusia transvaalensis är en tvåvingeart som beskrevs av Hesse 1938. Hyperusia transvaalensis ingår i släktet Hyperusia och familjen svävflugor. Inga underarter finns listade i Catalogue of Life.